# Metro van Fuzhou

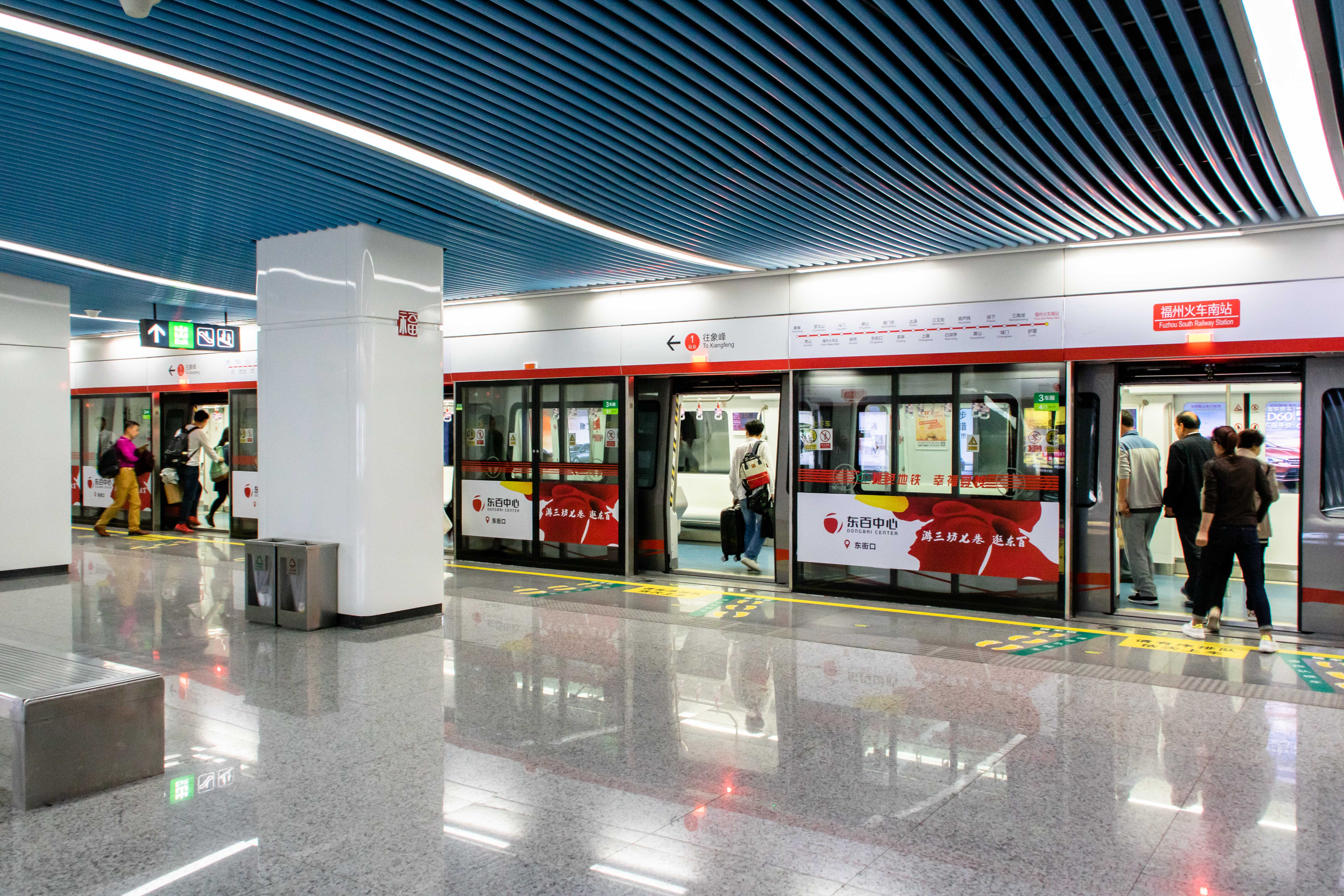
Trein aan perron van het Fuzhou South Railway Station metrostation

De metro van Fuzhou is een vorm van openbaar vervoer in de Chinese miljoenenstad Fuzhou. Vijf lijnen met 100 stations (waaronder acht stations die overstapmogelijkheden bieden op andere metrolijnen) op een traject van 143,5 km werden sinds 2016 in gebruik genomen. Fuzhou werd toen de eerste stad in de provincie Fujian en de 25e stad op het Chinese vasteland die een metro opent. Vier bijkomende lijnen zijn in aanbouw, negen lijnen zijn gepland op de lange termijn. Fuzhou Metro wordt gebouwd, geëxploiteerd en beheerd door de Fuzhou Metro Group, een staatsbedrijf dat volledig eigendom is van de gemeentelijke overheid van Fuzhou.
Fuzhou Metro werd goedgekeurd voor de bouw op 3 juni 2009. De opening van de eerste lijn was gepland voor 2014. Vanwege de bouwproblemen en toevallige archeologische vondsten werd het zuidelijke deel (9,76 km) pas afgewerkt in 2016 en het noordelijke deel (15,13 km) raakte afgewerkt in 2017. De voor het publiek gesloten proefdienst begon op 30 december 2015 en duurde drie maanden. De eerste operationele lijn (het zuidelijke deel van lijn 1 van Sanchajie Station naar Fuzhou South Railway Station) werd ingehuldigd op 18 mei 2016.

## Ligging in stad

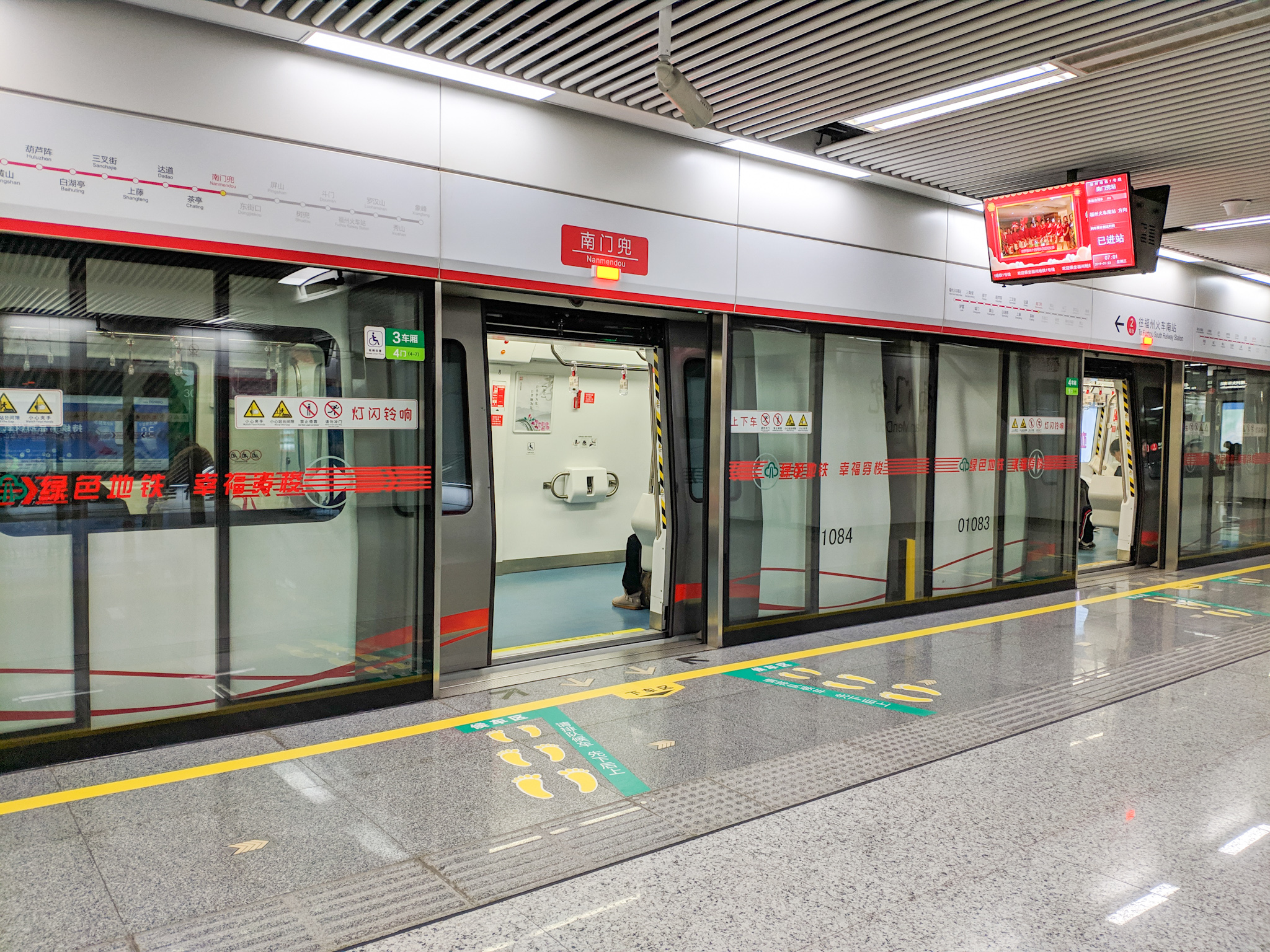

## Lijnen
| Lijn | Eindbestemmingen                            | Geopend    | Lengte   | Stations |
| ---- | ------------------------------------------- | ---------- | -------- | -------- |
| 1    | Xiangfeng - Sanjiangkou                     | 2016, 2020 | 29,84 km | 25       |
| 2    | Suyang - Yangli                             | 2019       | 30,63 km | 22       |
| 4    | Fenghuangchi - Difengjiang                  | 2023       | 24 km    | 19       |
| 5    | Jingxi Houyu - Fuzhou South Railway Station | 2022, 2023 | 27,7 km  | 20       |
| 6    | Pandun - Wanshou                            | 2022       | 31,35 km | 22       |